# 신창군 (충청남도)
| Daedongyeojido (Gyujanggak) 14-06.jpg | Daedongyeojido (Gyujanggak) 14-05.jpg |
| Daedongyeojido (Gyujanggak) 15-05.jpg | Daedongyeojido (Gyujanggak) 15-04.jpg |

신창군(新昌郡)은 충청남도의 폐지된 행정 구역으로, 신창면을 중심으로 아산시 서남부의 선장면·도고면 등 3개 면 지역을 관할했던 군이다. 이 지역의 본거지인 학성면은 오늘날의 아산시 신창면으로 남아 있다.

## 1914년 이후
1914년의 행정구역과 현재의 행정구역 비교
| 조선총독부령 제111호                                                              |             |                                                                |             |             |
| 구 행정구역                                                                       | 신 행정구역 | 신 행정구역                                                    | 신 행정구역 | 신 행정구역 |
| 북면(北面)                                                                        | 초정면      | 가산리, 대흥리, 채신언리, 홍곳리                               |             |             |
| 대서면(大西面)                                                                    | 초정면      | 군덕리, 궁평리, 선창리, 신동리, 신문리, 죽산리                 |             |             |
| 대서면(大西面)                                                                    | 도고면      | 신성리, 신언리                                                 |             |             |
| 남상면(南上面)                                                                    | 도고면      | 금산리, 농은리, 도산리, 봉농리, 신유리, 시전리, 화천리, 효자리 |             |             |
| 남하면(南下面)                                                                    | 도고면      | 기곡리, 덕암리, 석당리, 신통리, 오암리, 와산리, 향산리         |             |             |
| 군내면(郡內面) 북동리/남산리/홍문리/금반형리/유기촌/교촌/신대리/(대동면)잉동 일부 | 학성면      | 읍내리                                                         |             |             |
| 대동면(大東面)                                                                    | 학성면      | 득산리, 수장리, 실옥리, 점양리, 창암리, 행목리, 황산리         |             |             |
| 소동면(小東面)                                                                    | 학성면      | 가내리, 가덕리, 남성리, 신달리                                 |             |             |
| 북면                                                                              | 학성면      | 궁화리, 신곡리, 오목리                                         |             |             |

- 신창면(新昌面)은 아산군 북면 등을 합해 학성면을 거쳐 1917년 신창면으로 불렀다.
- 도고면(道高面)은 도고산(해발 483m)에서 유래되었다.
- 선장면(仙掌面)은 삼대 명당 중 선인앙장지지(仙人仰掌之地)에서 유래되었다.

## 역사
- 청동기 시대에 남성리 석관묘와 그곳에서 출토된 세형동검 3점을 비롯한 각종의 청동기, 구슬류, 토기 등이 발굴되었다. 특히 검파형 동기, 방패형 동기 등의 특수한 의기는 매우 주목되는 유물로 이 시기에 다수의 사람들이 거주하며 동시에 일정한 세력을 형성하고 있었던 것으로 추정된다.

- 마한의 염로국의 영역이었다가 백제의 영토로 편입되었다. 행정체제의 정비로 굴직현(屈直縣)이 설치되었다

- 신라에 점령되어 통일신라시대인 757년 경덕왕 16년 행정체제 개편으로 기량현(祁梁縣)으로 개명하고 웅천주 탕정군(湯井郡)의  영현이 되었다.

- 고려초의 대대적인 지방행정명칭 변경에 의하여 신창현(新昌縣)이 되었다. 서쪽 장포에 성을 쌓고 당성 이라 부르면서 서울에로의 조운을 위한 조곡의 수집 및 발선처로 삼았다

- 1018년 고려 현종 9년에 천안부에 편입시켰다.

- 1391년 공양왕 3년에 만호 겸 감무가 설치

- 조선 건국 후 1414년 온수현과 병합하여 온창현이라 하였다가 1416년 다시 나누어 신창현이 되었다.

※신창현의 규모
(가) 1789년 호구총수의 자료를 기준: 1941호, 8122구(口)
(나) 세종지리지 : 토지 3064결(논의 비율 1/2)
(다) 여지도서(18세기 중엽) : 3,075결(간전1782, 수전 1,293)
ㅡ출처: 아산시 신창면 사무소 연혁-
- 1895년 23부府제로 행정구역이 재편되면서 홍주부 관할 온양군이 되었다가 이듬해 13도제로 환원되면서 충청남도에 편입되었다.

- 1914년 일제에 의한 행정 통폐합으로 온양군과 함께 아산군에 통폐합되었다. 남상면이 도고면(道高面)으로 개명되었다.

- 1917년 학성면이 신창면으로 개명하고 초정면(椒井面)이 도고면의 신성리를 편입하고 선장면(仙掌面)으로 개명되었다.

- 1921년 일본의 개발업자에 의해 도고온천이 개발되었다.

- 1995년 아산군이 온양시와 도농복합시로 재 통합해 지금의 아산시 신창면, 선장면, 도고면이 되었다.

## 신창을 본관으로 두고 있는 성씨
- 신창 맹씨
- 신창 표씨
- 신창 노씨

## 주요 인물
- 맹사성-孟思誠은 1360년(공민왕9)~1438년(세종20), 고려말~조선초의 문신. 본관은 신창.

## 같이 보기
- 아산군
- 온양군